# مرشح تمرير منخفض

مرشح مؤلف من مقاومة ومكثف.

مُرشِّح تمرير مُنخفض في الإلكترونيات (بالإنجليزية: Low-pass filter) هو مرشح يقوم بتمرير الإشارات ذات الترددات المنخفضة ويقوم بخفض (تقليل شدة) الإشارات ذات الترددات الأعلى من تردد الإيقاف. تختلف كمية الخفض الفعلية لكل تردد على حسب اختلاف المرشح. ويسمى أحياناً بمرشح القص العالي أو بمرشح القص الثلاثي عند إستخدامه في التطبيقات السمعية. ويمكن القول بأن مرشح الترددات المنخفضة معاكس لمرشح الترددات المرتفعة. يقوم عمل مرشح تمرير النطاق (بالإنجليزية: Band-pass filter) على الجمع بين مرشحات الترددات المنخفضة والمرتفعة.
تتواجد مرشحات التمرير المنخفضة بِعدة أشكال، ويتضمن ذلك الدوائر الإلكترونية (مثل مرشحات الصفير أو الهمس المستخدمة في التسجيل الصوتي)، مرشحات منع التعرج لتكييف الإشارات قبل تحويلها من تماثلية إلى رقمية، المرشحات الرقمية لصقل (ضمان سلاسة) مجموعات بيانات، العوازل الصوتية، ضبابية الصور إلخ.
ويمكن القول عن المرشحات الضوئية بأنها مرشحات ترددات منخفضة.
نظرية مرشح التمرير المنخفض تتمثل في الكثير من التطبيقات مثل الدوائر الالكترونية والخوارزميات الرقمية والموانع الصوتية... الخ.
مرشحات الترددات المنخفضة تلعب أيضا دورًا أساسيًا في مجال معالجة الإشارة.

## أمثلة على مرشحات الترددات المنخفضة

### سمعي
حاجز مادي صلب يميل إلى عكس الترددات الصوتية العالية وبذلك يعمل كمرشح الترددات المنخفضة لنقل الصوت. مثال: عند تشغيل الموسيقى في غرفة مجاورة، حيث يمكننا سماع النوتات الموسيقية المنخفضة بسهولة أما النوتات الموسيقية العالية فيتم خفضها.

### إلكتروني
في مرشح مقاومة-مكثف إلكتروني للترددات المنخفضة، لإشارة فرق جهد يتم خفض الترددات العالية الموجودة في إشارة المدخل بمقدار ضئيل يحدده الثابت الزمني لدائرة المقاومة والمكثف. اما للتيار فبإستخدام دائرة مشابهة تحتوي على مكثف ومقاومة على التوازي يمكننا الحصول على نتيجة مشابهة.
مرشحات الترددات المنخفضة الإلكترونية تستخدم على إشارات المدخلات للصبوفورز (بالإنجليزية: Subwoofer)(المكبر الكبير في مكبر الصوت المسؤول عن إصدار الترددات المنخفضة كأصوات الانفجارات مثلا) ولمختلف أنواع المكبرات لحجب النغمات المرتفعة التي لا يمكنها معالجتها بفاعلية.

## أنواعه
- مرشح ترددات منخفضة سلبي: يتألف من مقاومة ومكثف عادة.
- مرشح ترددات منخفضة إيجابي: يعتمد على مكبر عمليات إلكتروني بالإضافة للسابق.